# Фуктал
Фуктал («Через пещеру») — гомпа в юго-восточном Занскаре, Ладакх, северная Индия. Основанная Гансемом Шерабом Сампо в начале 12 века, монастырь имеет уникальную архитектуру — он построен как соты в скале. Он расположен в устье пещеры в каньоне реки Лунгнак (Лингти-Церап).
В монастыре живут 70 монахов, есть молитвенные залы и библиотека, фрески подобные фрескам Алчи-Гомпа. Мемориальная плита напоминает о Александре Кёрёши Чома, авторе первого англо-тибетского словаря, который посетил эти места в 1826-27 году.

## Галерея

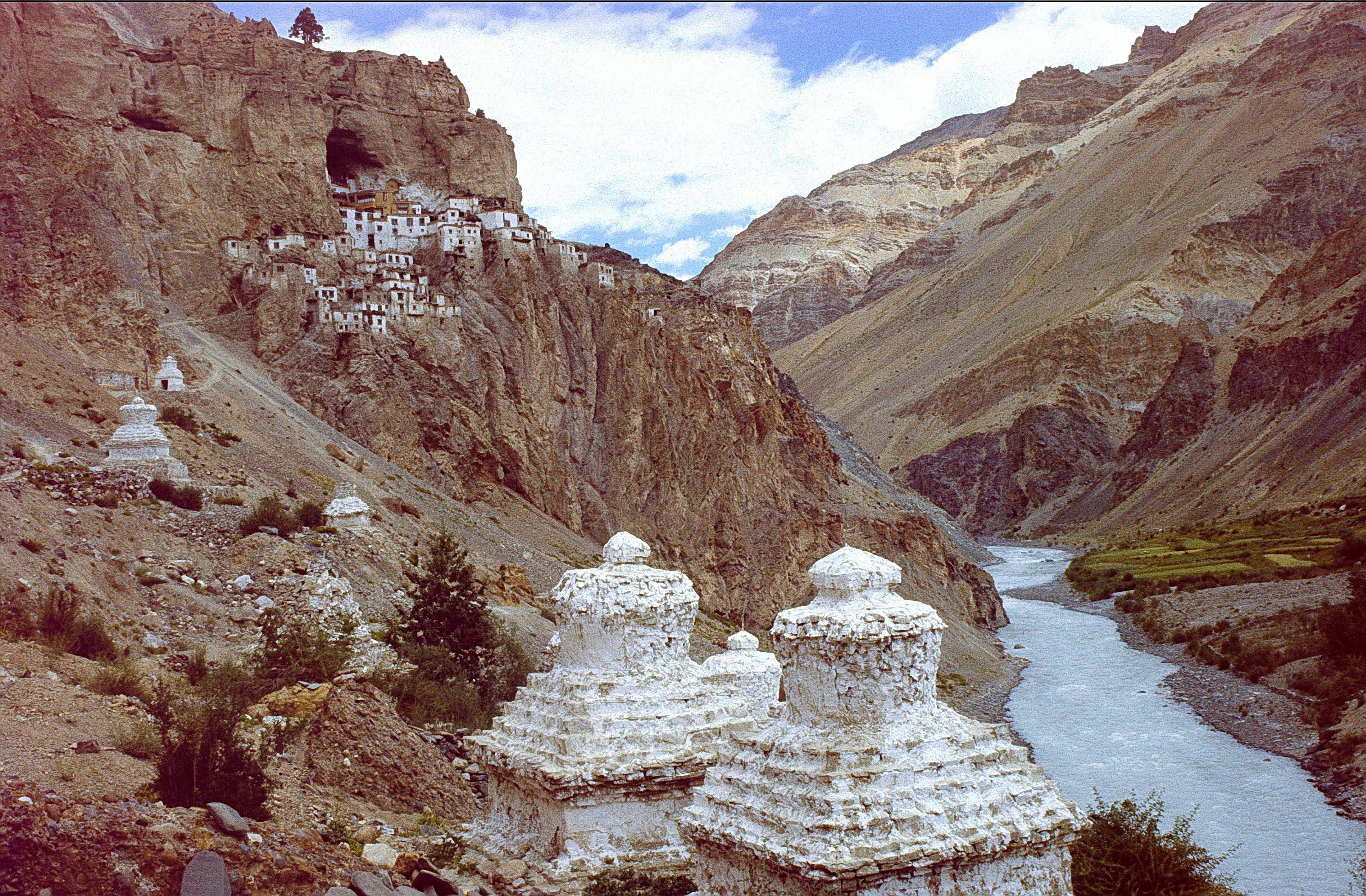
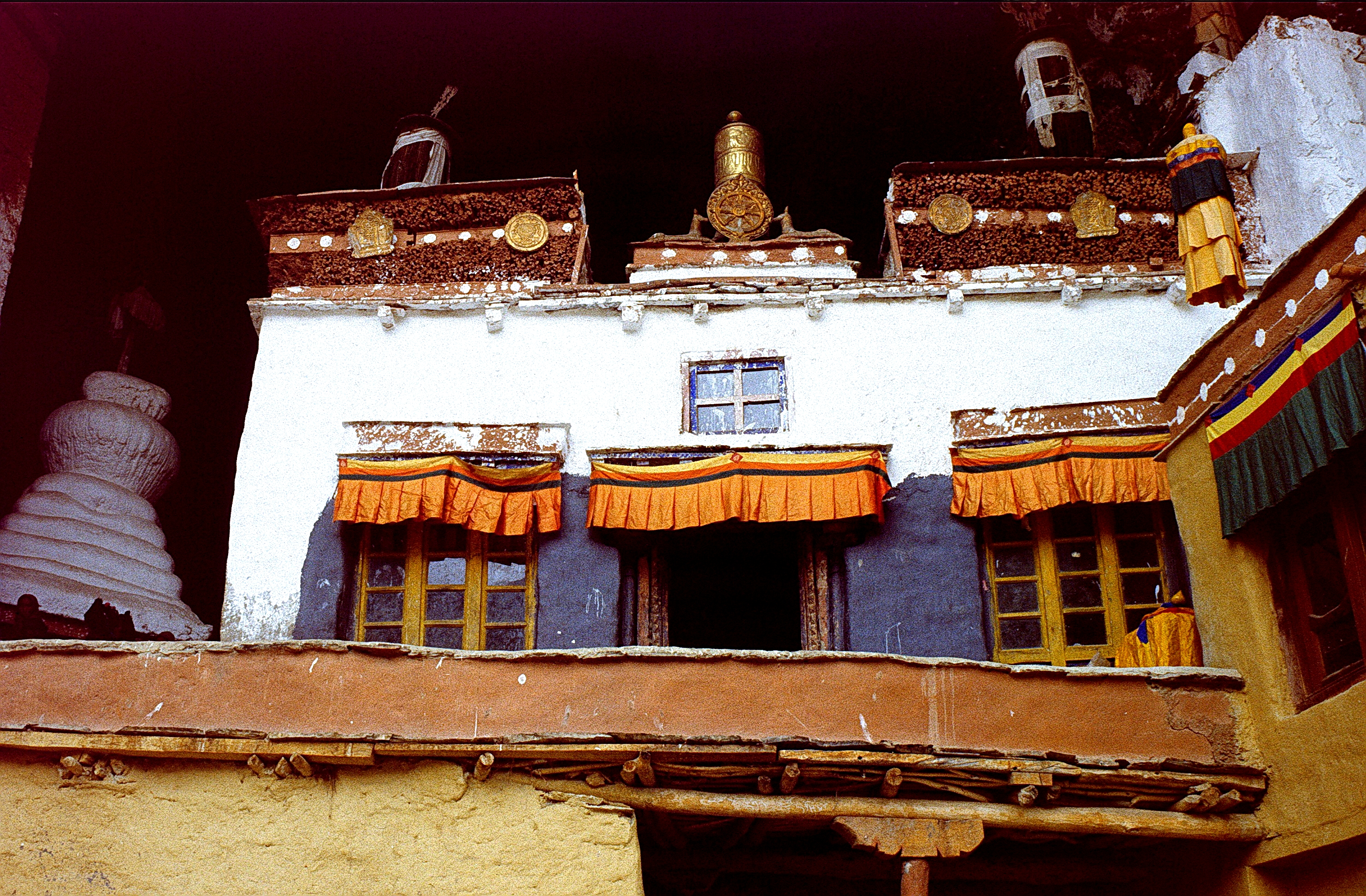
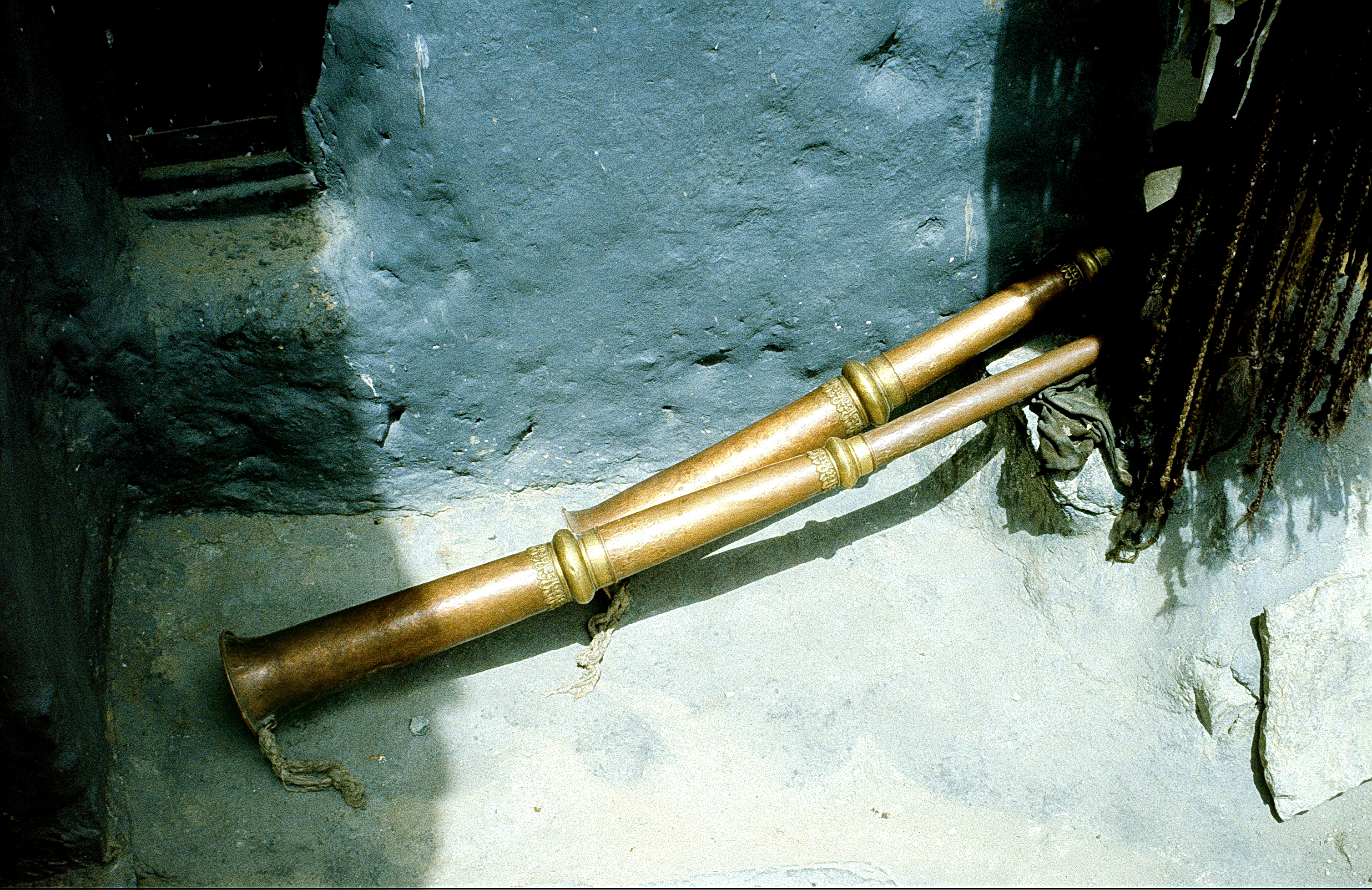
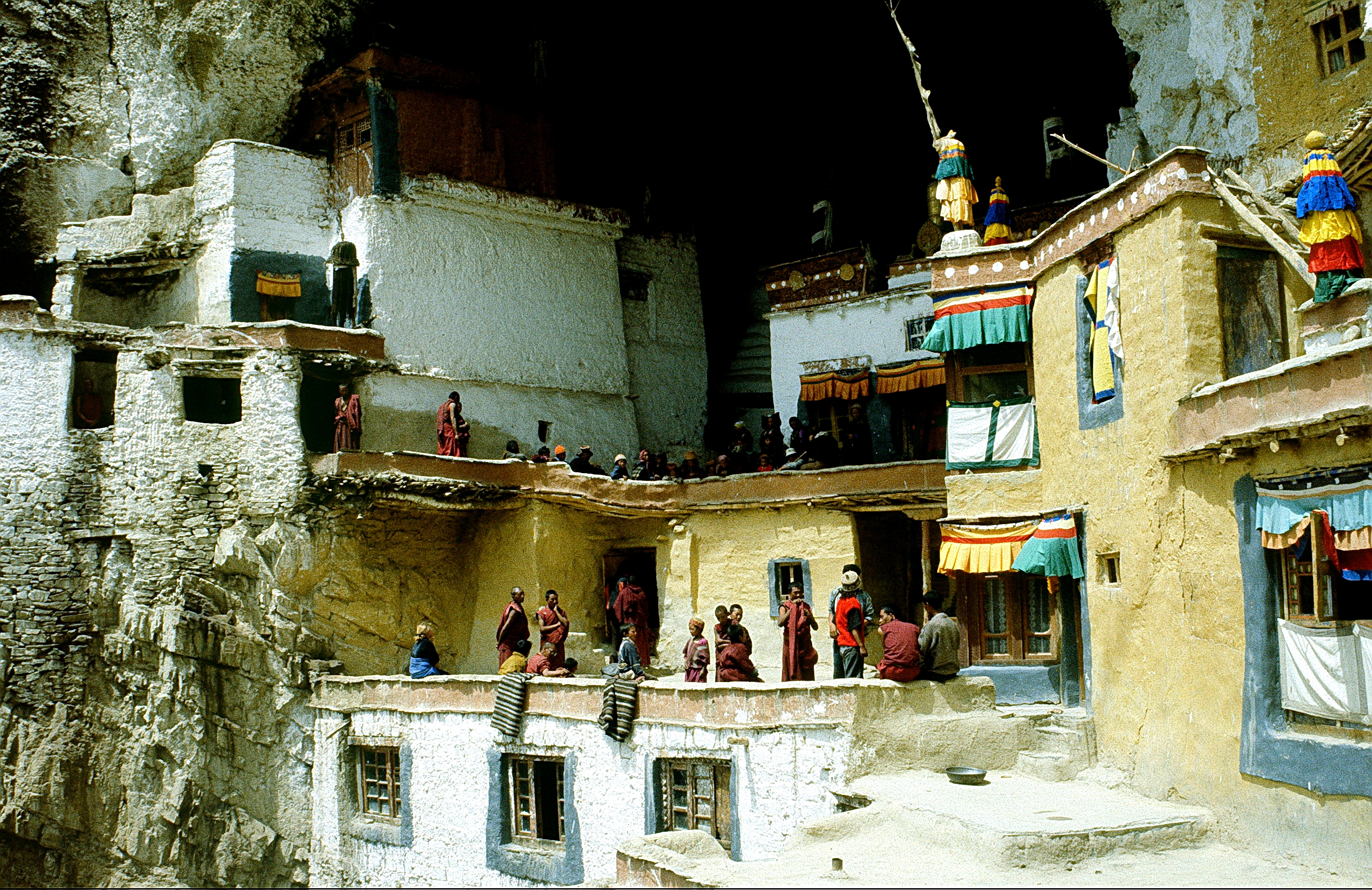